# منطق‌الطیر

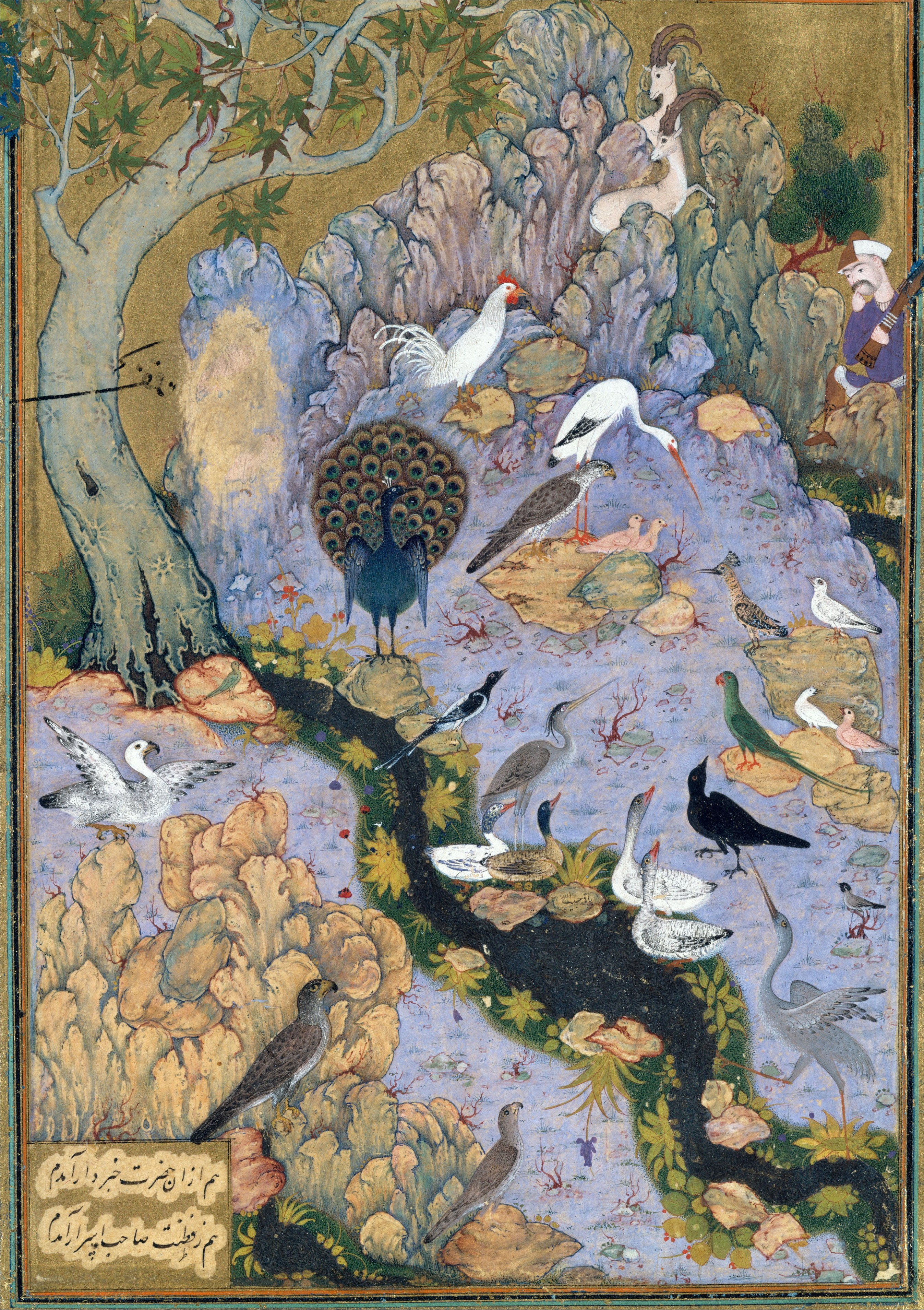
نقاشی منطق‌الطیر از حبیب‌الله. هدهد (در وسط سمت راست) به پرندگان راه صوفیانه می‌آموزد.

منطِقُ‌الطَّیِّر یا مقامات‌الطیور منظومه‌ای است از عطار نیشابوری که به زبان پارسی و در قالب مثنوی در بحر رمل مسدس مقصور (محذوف) سروده شده است. کار سرودن این مثنوی در سده ششم هجری قمری (۱۱۷۷ میلادی) پایان یافته است. ابیات این مثنوی را معمولاً بین ۴٬۳۰۰ تا ۴٬۶۰۰ بیت دانسته‌اند. منطق‌الطیر از مثنوی‌های تمثیلی عرفان اسلامی به‌شمار می‌آید. مراحل و منازل در راه پوییدن و جُستن عرفان یعنی شناختن رازهای هستی در منطق‌الطّیر عطار هفت منزل است. او این هفت منزل را هفت وادی یا هفت شهر عشق می‌نامد.
هفت وادی به‌ترتیب چنین است: طلب، عشق، معرفت، استغنا، توحید، حیرت و فقر که سرانجام به فنا می‌انجامد. در داستان منطق‌الطّیر، گروهی از مرغان برای جستن و یافتن پادشاهشان سیمرغ، سفری را آغاز می‌کنند. در هر مرحله، گروهی از مرغان از راه بازمی‌مانند و به بهانه‌هایی پا پس می‌کشند، تا اینکه پس از عبور از هفت مرحله، از گروه انبوهی از پرندگان تنها «سی مرغ» باقی می‌مانند و با نگریستن در آینه حق درمی‌یابند که سیمرغ در وجود خود آن‌هاست. در نهایت با این خودشناسی مرغان جذب جذبهٔ خداوند می‌شوند و حقیقت را در وجود خویش می‌یابند.
پیتر بروک از نامدارترین کارگردانان تئاتر جهان، در جشن هنر شیراز نمایشی بر اساس منطق‌الطیر عطار اجرا کرد.

## نام‌گذاری
منطق‌الطیر در عربی یعنی زبان مرغان یا زبان پرندگان. این تعبیر در قرآن (سورهٔ نمل، آیهٔ ۱۶) به کار رفته است. عطار در آثار خود از این کتاب با نام‌های مقامات طیور و منطق‌الطیر یاد کرده است. همچنین در پایان همین کتاب می‌فرماید:
| ختم شد بر تو چو بر خورشید نور |  | منطق‌الطیر و مقامات طیور |

عطار در نام‌گذاری این اثر منظورش مقام جویندگان حقیقت است. عطار خود این‌گونه پرده از این راز برمی‌دارد:
| من زبان و نطق مرغان سربه‌سر   |  | با تو گفتم فهم کن ای بی‌خبر    |
| در میان عاشقان مرغان درند    |  | کز قفس پیش از اجل درمی‌پرند    |
| جمله را شرح و بیانی دیگر است |  | زان‌که مرغان را زبانی دیگر است |
| پیش سیمرغ آن کسی اکسیر ساخت  |  | کو زبان جملهٔ مرغان شناخت      |

## آغاز مثنوی
این کتاب با حمد خدا آغاز می‌گردد. پس از آن به توصیف و مدح محمد و سپس در مدح خلفای چهارگانه می‌پردازد. بیت آغاز مثنوی:
| آفرین جان آفرین پاک را |  | آنکه جان بخشید و ایمان خاک را |

## داستان مرغان
پس از حمد خدا و مدح رسول و خلفا، مستقلاً ابیات موضوعی مثنوی و داستان مرغان آغاز می‌شود. داستان مرغان در ۴۵ گفتار است و در پایان ابیاتی تحت عنوان خاتمه کتاب می‌آید. عطار در عرض ماجرا و سیر مرغان حکایت‌های حکیمانه‌ای می‌گنجاند و هفت وادی عرفان را معرفی می‌کند.
پایه داستان این است که جمعی از پرندگان در جلسه‌ای، برای انتخاب پادشاهی برای خود به اجماع می‌رسند. پس از بحث فراوان سیمرغ را برای این کار نامزد می‌کنند و برای یافتنش به راه می‌افتند. اما در راه هریک به دلیلی جان می‌بازد و فقط سی (۳۰) مرغ به سیمرغ می‌رسند و آن‌جا درمی‌یابند که طالب و مطلوب یکی است؛ چون آن‌ها سی مرغ بودند که طالب سیمرغ شدند.
ابیات سرآغاز داستان ابتدا سیزده (۱۳) پرنده را توصیف می‌کند که هر یک نمایانگر صفتی از انسان هستند و در وصف آن‌ها از اطلاعات عامیانه و داستان‌های دینی استفاده می‌کند.
داستان طیور این‌گونه آغاز می‌شود:
| مرحبا ای هدهد هادی‌شده     |  | در حقیقت پیک هر وادی شده   |
| ای به سرحد سبا سیر تو خوش |  | با سلیمان منطق‌الطیر تو خوش |

### مرغان منطق‌الطیر
هدهد، موسیچه (یاکریم)، طوطی، کبک، باز، دُرّاج، عندلیب، طاووس، تَذَرْوْ، قُمْری، فاخته، شاهین، مرغ زرین، بط، هما، بوتیمار، بوف (جغد)، صهوه، تندباز

## کتاب‌نامه
منطق الطیر تصحیح شفیعی کدکنی دارای مقدمه جامع و کاملی در مورد عطار و منطق الطیر است. از دیگر تصحیح‌های معتبر منطق الطیر تصحیح سید صادق گوهرین را می‌توان نام برد.
منطق‌الطیر عطار نیشابوری به تصحیح عزیزالله علیزاده توسط انتشارات فردوس تهران در سال ۱۳۸۷ در ۳۴۰ صفحه منتشر شده است. کشف الابیات، نمایه و واژه‌نامه نیز به این مثنوی ۴۹۲۶ بیتی پیوست شده است که به‌نظر می‌رسد یکی از تصحیحات و تدوینات جامع منطق‌الطیر باشد.

### ترجمه منطق‌الطیر به زبان‌های دیگر

#### ترجمه به زبان فرانسوی
منطق‌الطیر برای اولین بار به دست گارسن دو تاسی (به فرانسوی: Garcin de Tassy) در ۱۸۶۳ به زبان فرانسه ترجمه شد. این منظومه در سال‌های اخیر نیز به صورت مصور و با ترجمه جداگانه منیژه نوری اُرتگا، حسن علوی با مشارکت دنیز دوهامل (به فرانسوی: Denise Duhamel) در پاریس منتشر شده است.

#### ترجمه به زبان کردی
منطق‌الطیر توسط عبدالسلام مدرسی (خانی) با همان نام اصلی کتاب به شیوهٔ شعر و با حفظ وزن به زبان کردی و گویش سورانی ترجمه شده است. این ترجمه در سال ۱۳۹۱ در ارومیه از طرف مؤسسه انتشاراتی حسینی اصل در ۲ هزار نسخه به‌چاپ رسیده است.

### ترجمه به زبان ازبکی
منطق‌الطیر توسط جمال کمال مترجم ازبک که پیشتر مثنوی مولانا را نیز ترجمه کرده است، به زبان ازبکی ترجمه شده و از سوی رایزنی فرهنگی سفارت ایران در ازبکستان، با همکاری مؤسسهٔ زبان و ادبیات علی‌شیر نوایی وابسته به فرهنگستان علوم جمهوری ازبکستان توسط انتشارات فن در هزار نسخه در سال ۱۳۸۵ منتشر شده است.